# Степной Юрткуль
Степно́й Юртку́ль (тат. Кырый Йорткүл) — деревня в Спасском районе Республики Татарстан, в составе Среднеюрткульского сельского поселения.

## Этимология названия
Топоним произошел от татарских слов «кырый» (крайний), «йорт» (дом) и гидрографического термина «күл» (озеро).

## География
Село находится близ границы с Ульяновской областью, в 41 км к юго-востоку от города Болгар.

## История
Основано во второй половине XVIII века.
До 1860-х годов жители относились к категории государственных крестьян. Занимались земледелием, разведением скота.
В «Списке населенных мест по сведениям 1859 года», изданном в 1866 году, населённый пункт упомянут как казённая деревня Юрткули Степные (Татарские Юрткули) 1-го стана Спасского уезда Казанской губернии. Располагалась при речке Раткулке, на просёлочном тракте из Спасска в село Базарные-Юрткули, в 33 верстах от уездного города Спасска и в 8 верстах от становой квартиры во владельческом селе Воскресенское (Гусиха). В деревне в 51 дворах жили 562 человека (258 мужчин и 304 женщины). Была мечеть.
В начале XX века в деревне функционировали мечеть, медресе, 3 ветряные мельницы, 2 крупообдирки, шерстобойня, 1 мануфактурная и 3 мелочные лавки. В этот период земельный надел сельской общины составлял 1349,9 десятины.
До 1920 года деревня входила в Юрткульскую волость Спасского уезда Казанской губернии. С 1920 года в составе Спасского кантона ТАССР. С 10 августа 1930 года в Алькеевском, с 10 февраля 1935 года в Кузнечихинском, с 28 октября 1960 года в Алькеевском, с 1 февраля 1963 года в Куйбышевском, с 4 октября 1991 года в Спасском районах.

## Население
| 1859 | 1897 | 1908 | 1926 | 1938 | 1949 | 1958 | 1970 | 1979 | 1989 | 2002 | 2008 | 2010 |
| ---- | ---- | ---- | ---- | ---- | ---- | ---- | ---- | ---- | ---- | ---- | ---- | ---- |
| 510  | 641  | 772  | 355  | 288  | 275  | 319  | 311  | 263  | 163  | 147  | 119  | 124  |

Национальный состав села: татары.

## Экономика
Жители занимаются полеводством, молочным скотоводством, овцеводством.

## Объекты медицины, образования и культуры
Фельдшерско-акушерский пункт, неполная средняя школа, клуб, библиотека.

## Религиозные объекты
Мечеть.